# Neoclytus impar
Neoclytus impar là một loài bọ cánh cứng trong họ Cerambycidae.